# Eftandise Hatun
Eftandise Hatun byla manželkou osmanského sultána Orhana I. Je také známá jako Eftendize/Aftandisa či Efendi.

## Život
Je zapsaná v grantu půdy a možná byla Orhanovou sestřenicí a dcerou Ertuğrula (bratr sultána Osmana I.). Matka Suleymana Pashy a prince Eyüpa.
Kepecioğlu uvádí podle pozemkových záznamů že byla dcerou Akbaşlu Mahmud Alpa. V nadačním listu který vydal Uzunçarşılı ("Gazi Orhan Bey Vakfiyesi") je uvedena jako dcera Akbaşluha, což bylo jméno či přezdívka Orhanova bratra.
Zemřela ve městě Bursa.